# Championnat d'Amérique du Nord de rugby à sept 2019
Navigation
2018 2020
Le Championnat d'Amérique du Nord de rugby à sept 2019 est un tournoi de rugby à sept organisé du 6 au 7 juillet 2019 par Rugby Americas North à George Town aux Îles Caïmans. Le vainqueur se qualifie pour les Jeux olympiques 2020, le second et le troisième se qualifient pour le tournoi de repêchage en juin 2020.
La compétition est remportée par le Canada.

## Participants
Huit équipes, divisés en deux poules de quatre disputent le tournoi :
Poule A
- Barbade
- Bermudes
- Canada
- Mexique

Poule 8
- Guyana
- Jamaïque
- Îles Caïmans
- Trinité-et-Tobago

## Compétition

### Phase finales
Les deux premiers de chaque poule se qualifient pour les phases finales :
|  | Quarts de finale  | Quarts de finale |                |                | Demi-finales           | Demi-finales           |    |  | Finale         | Finale         |
|  | Quarts de finale  | Quarts de finale |                |                | Demi-finales           | Demi-finales           |    |  | Finale         | Finale         |
|  |                   |                  |                |                |                        |                        |    |  |                |                |
|  | 7 juillet 2019    | 7 juillet 2019   |                |                | 7 juillet 2019         | 7 juillet 2019         |    |  | 7 juillet 2019 | 7 juillet 2019 |
|  | 7 juillet 2019    | 7 juillet 2019   |                |                | 7 juillet 2019         | 7 juillet 2019         |    |  | 7 juillet 2019 | 7 juillet 2019 |
|  | Canada            | 47               |                |                | 7 juillet 2019         | 7 juillet 2019         |    |  | 7 juillet 2019 | 7 juillet 2019 |
|  | Canada            | 47               |                |                | 7 juillet 2019         | 7 juillet 2019         |    |  | 7 juillet 2019 | 7 juillet 2019 |
|  | Guyana            | 5                |                |                | 7 juillet 2019         | 7 juillet 2019         |    |  | 7 juillet 2019 | 7 juillet 2019 |
|  | Guyana            | 5                | Canada         | 55             |                        |                        |    |  | 7 juillet 2019 | 7 juillet 2019 |
|  | 7 juillet 2019    |                  | Canada         | 55             |                        |                        |    |  | 7 juillet 2019 | 7 juillet 2019 |
|  |                   | Bermudes         | 0              |                |                        |                        |    |  | 7 juillet 2019 | 7 juillet 2019 |
|  | Trinité-et-Tobago | Bermudes         | 0              | 5              |                        |                        |    |  | 7 juillet 2019 | 7 juillet 2019 |
|  | Trinité-et-Tobago |                  |                | 5              |                        |                        |    |  | 7 juillet 2019 | 7 juillet 2019 |
|  | Bermudes          | 7                |                |                |                        |                        |    |  | 7 juillet 2019 | 7 juillet 2019 |
|  | Bermudes          | 7                | Canada         | 40             |                        |                        |    |  |                |                |
|  | 7 juillet 2019    |                  | Canada         | 40             |                        |                        |    |  |                |                |
|  |                   | Jamaïque         | 5              |                |                        |                        |    |  |                |                |
|  | Mexique           | Jamaïque         | 5              | 12             |                        |                        |    |  |                |                |
|  | Mexique           | 7 juillet 2019   |                | 12             |                        |                        |    |  |                |                |
|  | Îles Caïmans      | 7                |                |                |                        |                        |    |  |                |                |
|  | Îles Caïmans      | 7                | Mexique        | 7              |                        |                        |    |  |                |                |
|  | 7 juillet 2019    | 7 juillet 2019   | Mexique        | 7              | Match pour la 3e place | Match pour la 3e place |    |  |                |                |
|  | 7 juillet 2019    | 7 juillet 2019   |                | Jamaïque       | Match pour la 3e place | Match pour la 3e place | 24 |  |                |                |
|  | Jamaïque          | 24               | 7 juillet 2019 | 7 juillet 2019 |                        |                        | 24 |  |                |                |
|  | Jamaïque          | 24               | 7 juillet 2019 | 7 juillet 2019 |                        |                        |    |  |                |                |
|  | Barbade           | 10               |                | Bermudes       | 0                      |                        |    |  |                |                |
|  | Barbade           | 10               |                | Bermudes       | 0                      |                        |    |  |                |                |
|  |                   |                  |                |                |                        |                        |    |  | Mexique        | 50             |
|  |                   |                  |                |                |                        |                        |    |  | Mexique        | 50             |